# Ciudad Encantada (Cuenca)

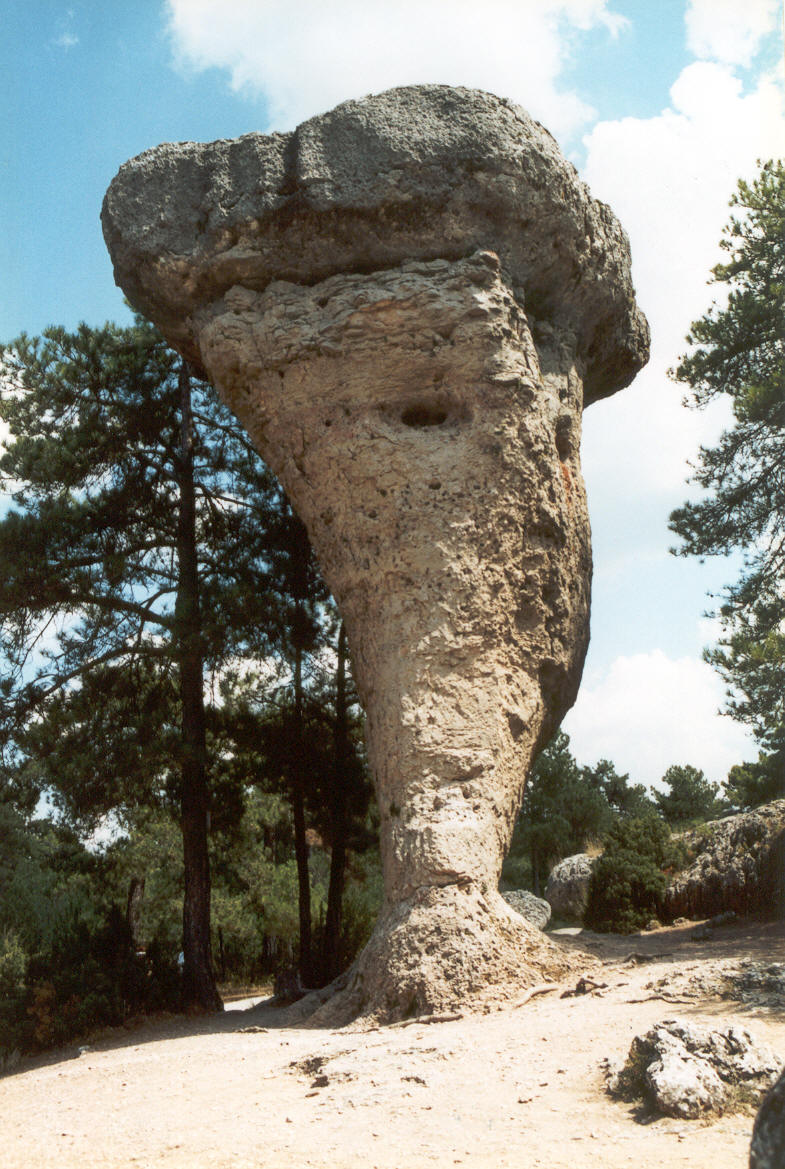
"El Tormo Alto", una delle più famose conformazioni rocciose della Ciudad Encantada

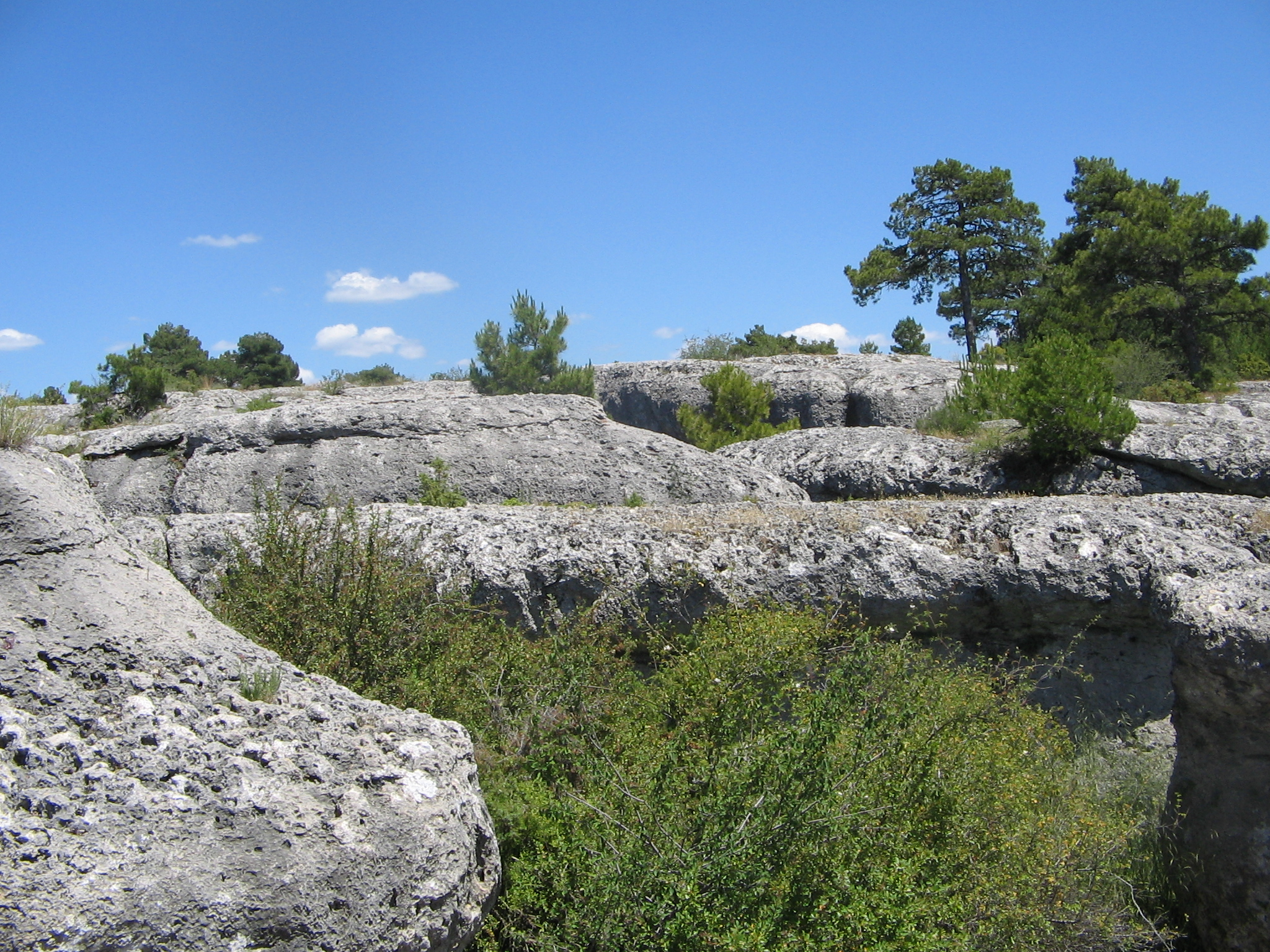
Panorama della "Ciudad Encantada" di Cuenca

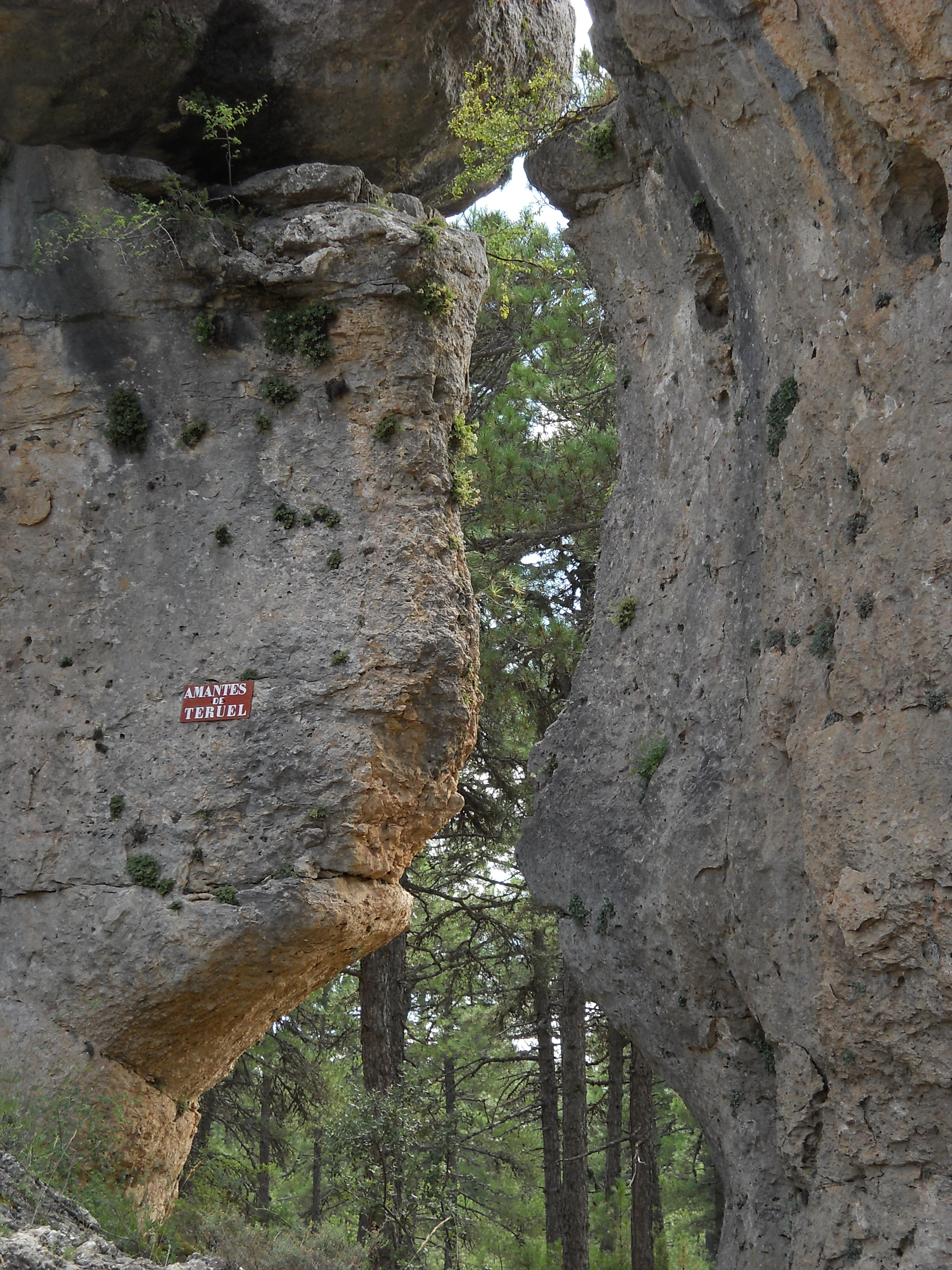
Ciudad Encantanda: le conformazioni rocciose soprannominate "Gli amanti di Teruel"

La Ciudad Encantada ("Città Incantata") è un sito naturale di 250 ha. della Serranía de Cuenca, la zona montuosa della provincia omonima, nella regione spagnola della Castiglia-La Mancia (Castilla-La Mancha), famoso per le particolari configurazioni rocciose, che - erose dalle acque del fiume Júcar, dai venti e da altri agenti atmosferici - hanno assunto nel tempo delle forme bizzarre assomiglianti a figure varie.
Il luogo è considerato sito di interesse nazionale (dall'11 giugno 1929).

## Geografia
Il luogo si trova tra le località di Villalba de la Sierra e di Valdecabras, precisamente ad est della prima e a nord della seconda., a circa una trentina di chilometri da Cuenca.

## Nomi delle rocce
Alle varie conformazioni rocciose sono stati dati, a seconda delle loro forme, anche dei nomi, quali:
- El Tormo Alto ("La roccia alta")
- Seta ("Fungo")
- Los barcos ("Le barche")
- El perro ("Il cane")
- Cara de hombre ("Faccia umana")
- La foca ("La foca")
- El tobogán ("La slitta")
- El puente romano ("Il ponte romano")
- Mar de piedra ("Mare di pietra")
- Lucha elefante-cocodrilo ("Lotta tra un elefante e un coccodrillo")
- El convento ("Il convento")
- Hongos ("Funghi")
- La tortuga ("La tartaruga")
- Los osos ("Gli orsi")
- Los amantes de Teruel ("Gli amanti di Teruel")
- Hipopótamos  ("Ippopotami")